# Wightmans Grove (Ohio)
Wightmans Grove é um lugar designado pelo censo localizado no condado de Sandusky no estado estadounidense de Ohio. No Censo de 2010 tinha uma população de 72 habitantes e uma densidade populacional de 179,35 pessoas por km².

## Geografia
Wightmans Grove encontra-se localizado nas coordenadas 41° 25′ 25″ N, 83° 02′ 45″ O. Segundo o Departamento do Censo dos Estados Unidos, Wightmans Grove tem uma superfície total de 0.4 km², da qual 0.37 km² correspondem a terra firme e (9.03%) 0.04 km² é água.

## Demografia
Segundo o censo de 2010, tinha 72 pessoas residindo em Wightmans Grove. A densidade populacional era de 179,35 hab./km². Dos 72 habitantes, Wightmans Grove estava composto pelo 100% brancos, 0% eram afroamericanos, 0% eram amerindios, 0% eram asiáticos, 0% eram insulares do Pacífico, 0% eram de outras raças e 0% pertenciam a duas ou mais raças. Do total da população 2.78% eram hispanos ou latinos de qualquer raça.